# Vinaja-pitaka
A Vinaja-pitaka buddhista szöveg, a háromrészes Tipitaka egyik része. Legfőbb témája a női és férfi szerzetesek szabályai.  A Vinaja-pitaka (vinayapiṭaka) elnevezés ugyanaz páli, szanszkrit és a korai buddhisták által használt nyelveken. Jelentése: fegyelmi szabályok kosara.
A Vinaja-pitaka három fő része a Szutta-vibhanga, a Khandaka és a Parivára.

## Keletkezése
Tudományos körökben egyetértenek abban, hogy a Múlaszarvásztiváda vinaja az időszámításunk szerinti első évszázadokban keletkezhetett, még akkor is ha a kéziratok és fordítások valamivel későbbről valók.

## Fennmaradt változatok
Teljes egészében hat változat maradt fenn, amelyek közül három van még használatban.
1. Théraváda - A Vinaja-pitaka páli verziója, amely a páli kánon részét képezi
- - Szutta-vibhanga: magyarázat a Prátimoksa szöveghez, sok szövegbeágyazással
    - Mahá-vibhanga: férfi szerzeteseknek
    - Bhikkhuní-vibhanga: női szerzeteseknek

  - Khandaka: 22 fejezet különféle témával
  - Parivára: több néző pontból elemzi a szabályokat

2. Múlaszarvásztiváda - 'Dul-ba, a múlaszarvásztiváda verzió tibeti fordítása, amelyet a tibeti hagyományban használnak
- - Vinájavastu: 16 szkandhaka (khandhaka) és a 17. kezdő része
  - Pratimoksa-szútra - férfi szerzeteseknek
  - Vinaja-vibhanga - férfi szerzeteseknek
  - Pratimoksa-szútra - női szerzeteseknek
  - Vinaja-vibhanga - női szerzeteseknek
  - Vinajaksudrakavasztu: a 17. szkandhaka további része és továbbiak
  - Vinajottaragrantha: függelékek, közte az Upaliparipriccsa, amely megegyezik a Parivára egyik fejezetével

3. Dharmaguptaka - A "Vinaja négy részben" (kínai:四分律,  pinjin: Shìfēnlǜ, Wade–Giles: Ssŭ-fen lü) (Taisho katalógusszám 1428).  Ez a dharmaguptaka verzió kínai fordítása, amelyet a kínai hagyományban használnak. Ennek a változatait használják Koreában, Vietnamban és Japánban.
- - Bhiksu-vibhanga - férfi szerzeteseknek
  - Bhiksuni-vibhanga - női szerzeteseknek
  - Szkandhaka
  - Szamjuktavarga
  - Vinájaikottara, a Parivára fejezetnek felel meg

4. Szarvásztiváda - Sih-szung lü (T1435), a szarvásztiváda verziónak felel meg
- - Bhiksu-vibhanga
  - Szkandhaka
  - Bhiksuni-vibhanga
  - Ekottaradharma, a Vinajaikottara-hoz hasonló
  - Upaliparipriccsa
  - Ubhajatovinaja
  - Szamjukta
  - Paradzsikadharma
  - Szanghavaszesa
  - Kuszaladhjaja

5. Mahísászaka - Wu-fen lü (T1421), a Mahiszaszaka verzió fordítása
- - Bhiksu-vibhanga
  - Bhiksuni-vibhanga
  - Szkandhaka

6. Mahászánghika - Mo-ho-szeng-cs'i lü 摩訶僧祇律 (T1425), a mahászanghika verzió fordítása (a női szerzetesek szabályait lefordította a néhai Hirakawa professzor angolra - Monastic Discipline for the Buddhist Nuns, Patna, 1982)
- - Bhiksu-vibhanga
  - Bhiksuni-vibhanga
  - Szkandhaka

## Eredete
Az első buddhista tanácskozás alkalmával született, a történelmi Buddha halála után nem sokkal. A különböző fennmaradt verziók elég hasonlóak. A legtöbb tudós szerint a Vinaja legnagyobb része elég korán keletkezett, még a buddhista iskolák szétválása előtt.

## Tartalma
A Prátimoksa páli verziója a buddhista szerzetesek viselkedési szabálya, amely 227 fő szabályt tartalmaz a férfi (bhikkhu) és 311 fő szabályt a női (bhikkhuni) szerzetesek számára. A Vinaja-pitaka Vibhanga része magyarázó szövegeket is tartalmaz. Ezek részletesen elmagyarázzák a szabályokat és rövid történetek segítségével az egyes szabályok eredetét is bemutatja. A Khandhaka/Szkandhaka részek számos kiegészítő szabályt tartalmaznak. Ezeket tárgyuk szerint csoportosították és ezekhez is vannak eredetmesék. A Buddha a saját tanát "Dhamma-vinajának" nevezte, kihangsúlyozva a filozófiai tanítást, amely az erény edzését jelenti.

## Bibliográfia
- Davids, T. W. Rhys, Oldenberg, Hermann (joint tr): Vinaya texts, Oxford, The Clarendon press 1881. 1. kötet (angolul)2. kötet (angolul)3. kötet Internetes archívum (angolul)